# Boyd Nunatak
Boyd Nunatak är en nunatak i Antarktis. Den ligger i Östantarktis. Australien gör anspråk på området. Toppen på Boyd Nunatak är 90 meter över havet.
Terrängen runt Boyd Nunatak är kuperad söderut, men norrut är den platt. Terrängen runt Boyd Nunatak sluttar norrut. Trakten är obefolkad. Det finns inga samhällen i närheten.